# 怪盗プライド
『怪盗プライド』（かいとうプライド) は、1965年5月3日

から同年11月4日までフジテレビ系列局で放送されていたテレビ動画制作のテレビアニメである。

## 概要
本作は毎週月曜から金曜にかけて週5日間の帯番組として放送されていた。放送時間は18:07 - 18:12（日本標準時）。渡辺製菓の一社提供。
全23話で、5回の放送で1話が完結する方式を採っていた（最後の週を除く）。
元々はモノクロ作品であったが、後に "Dr. Zen" というタイトルで輸出用にリメイクされた際にカラー化された。後に同局や東京12チャンネル（現・テレビ東京）で再放送された時にはこのカラー版が放送された。なお、海外版の6話分は映像ソフト化されている。

## あらすじ
奇抜な手口で獲物を盗む大怪盗・プライド博士。少年探偵チェックが助手のブロークンたちと立ち向かうが、毎回逃げられる。

## 登場人物

### プライド一味
プライド
声 - 小松方正
本編の主人公である世界的大怪盗。奇抜な手口で、宝石はもとより巨大な建造物をも盗もうとしている。ロケットや潜水艦などで移動する。
ドライ
プライドの愛犬。

### 探偵たち
チェック
声 - 白川澄子
プライドの宿敵的な存在の少年探偵。少年ながら冴えた推理力の持ち主。
ハニー
声 - 藤田淑子
チェックの助手をしているハチのような妖精。
ブロークン
声 - 諏訪孝二
同じくチェックの助手をしている巨漢。ハニーほど頼りにならない。
スコープ
声 - 田の中勇
チェックたちとは別行動をしている中年探偵。常に望遠鏡を覗きながら行動する。ブロークン以上に頼りにならない。

### その他
ナレーション
声 - 牟田悌三

## スタッフ
- 原作 - 岡部一彦
- 脚本 - 前田武彦、北川幸比古、岡部一彦
- 演出 - 福原悠一、前田一、中島清、杉山卓、真島文祐、
- 音楽 - 宇野誠一郎
- 音響 - 横田邦男
- キャラクターデザイン - 福原悠一
- 作画 - 福原悠一、杉山卓、松本元宏、渋谷哲夫、真島文祐、高梨吉勝、前田昭、石黒昇（動画・原画）[4]、北原健雄（原画）[5]、三橋千禾子、青木たかし
- 撮影 - 辻友一、坂東昭雄、弘野正之
- 美術 - 高梨吉勝、伊藤主計
- 背景 - 水野尾純一
- 編集 - 木村儀勝
- 制作デスク - 児玉征太郎
- 制作事務 - 平尾ゆりか
- 製作 - テレビ動画